# جعفر باباخانی
جعفر باباخانی سگباز دونده سابق دوهای استقامت ایرانی است. وی معمولاً در رشته‌های ۳۰۰۰ متر بامانع، ۵ هزار متر و ۱۰ هزار متر و دو صحرانوردی (مسابقات دو صحرانوردی در رده بزرگسالان در مسافت ۱۲ کیلومتر برگزار می‌شود) مسابقه می‌داد.
باباخانی در بازیهای آسیایی ۱۹۹۸ بانکوک مدال برنز دو ۳۰۰۰ متر بامانع را کسب کرد و در مسابقات قهرمانی دو صحرانوردی آسیا ۲۰۰۱ به مدال طلای بخش انفرادی رسید. وی در بازی‌های آسیایی بانکوک در دو ۱۰۰۰۰ متر نفر ششم و در قهرمانی آسیا ۲۰۰۰۰ جاکارتا در دو ۱۰۰۰۰ متر با زمان ۳۰ دقیقه و ۱۰ ثانیه نفر چهارم و در دو ۵۰۰۰ متر با زمان ۱۴ دقیقه و ۱۸ ثانیه نفر پنجم شد. وی در قهرمانی ۲۰۰۲ آسیا در کلمبو با زمان ۸:۵۹٫۴ در دو ۳۰۰۰ متر بامانع نفر هفتم شد.
باباخانی در قهرمانی دو و میدانی جهان ۲۰۰۱ ادمونتون با زمان ۱۴:۱۴٫۶۴ در گروه خود بین ۱۷ دونده چهاردهم شد. در قهرمانی دو صحرانوردی جهان ۱۹۹۱ در آنتورپ بلژیک با زمان ۳۷ دقیقه و ۳۹ ثانیه در بین بیش از ۲۳۰ دونده نفر ۱۹۶م و در قهرمانی دو صحرانوردی جهان ۲۰۰۳ در لوزان سوئیس بین ۱۱۷ دونده با زمان ۳۹ دقیقه و ۵۱ ثانیه نفر پنجاه‌وهفتم شد.